# Tachyerges rufitarsis
Tachyerges rufitarsis är en skalbaggsart som först beskrevs av Ernst Friedrich Germar 1821.  Tachyerges rufitarsis ingår i släktet Tachyerges, och familjen vivlar. Arten är reproducerande i Sverige.